# Jodhpur-Stiefel

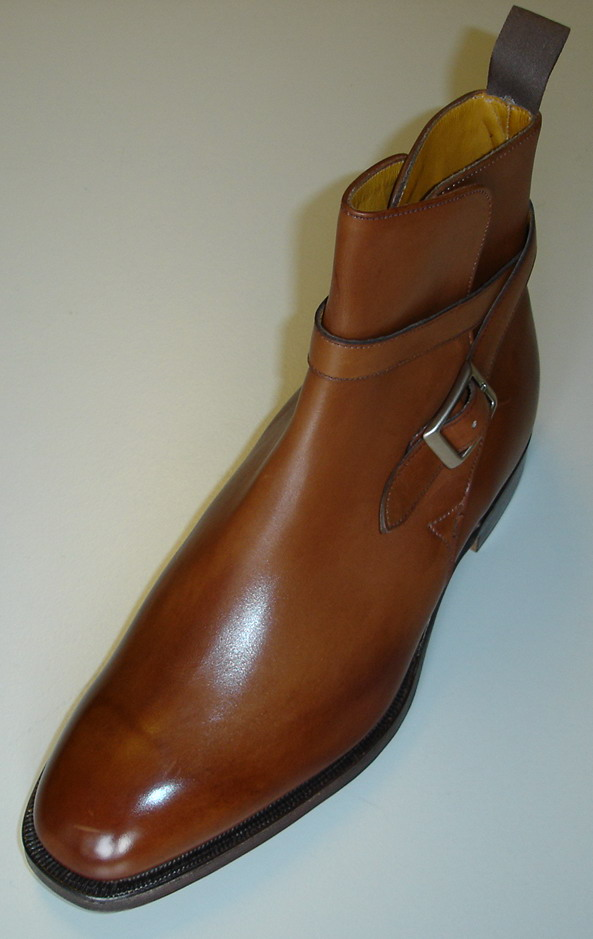
Jodhpur mit Riemenbefestigung am Schaft (Grenson)

Der Jodhpur-Stiefel (oder Jodhpur-Boot) ist ein überknöchelhohes Stiefelmodell mit flachem Absatz, das einen den Schaft in Knöchelhöhe umfassenden,  verstellbaren Riemen hat und keine weiteren Verzierungen zeigt.

## Historisches
Ganz eindeutig ist die Herkunft dieses Stiefelmodells nicht. Man geht davon aus, dass in Indien stationierte britische Soldaten diesen Schuh erfanden, weil er sich zum Reiten eignete und luftiger war als die bis dahin gebräuchlichen Stiefel. Anderen Quellen zufolge soll dieses Stiefelmodell vom Maharadscha von Jodhpur erfunden worden sein.

## Verwendung
Zusammen mit einer speziellen Reithose (Jodhpurhose) ist dieses Schuhmodell ein kurzer Reitstiefel. Dank des Riemens kann die Hose fixiert werden, damit sie nicht aus dem Schaft rutscht. Allerdings hat sich der Jodhpur, vor allem in der teureren rahmengenähten Bauweise, auch viele Freunde abseits des Pferdesports gemacht. Er zählt seit über fünfzig Jahren zu den klassischen Herrenschuhmodellen und findet sich in allen Kollektionen der bekannten Anbieter rahmengenähten Schuhwerks.

## Varianten
Es gibt den Jodhpur in der ursprünglichen Bauweise mit der Riemenbefestigung im Schuhboden sowie die einfacheren Modelle, bei denen der Riemen seitlich an den Schaft genäht ist. Schuhkenner bevorzugen die aufwendigere (und teurere) Variante, Reiter die einfachere Variante, weil der Riemen wegen der Reibung am Steigbügel gelegentlich ausgetauscht werden muss. Die Abbildung des braunen Jodhpurs zeigt den Riemenverlauf des einfacheren Schaftschnitts. Zum Reiten werden meist Stiefeletten aus dickerem Leder verwendet, die weniger elegant geschnitten, dafür aber robuster sind.